# Canton de Baie-Mahault
Le canton de Baie-Mahault est une ancienne division administrative française, située dans le département de la Guadeloupe et la région Guadeloupe.

## Histoire
Canton créé en 1949. Auparavant, il faisait partie du canton du Lamentin. Il disparait en 2015. Deux nouveaux cantons sont créés : 
- canton de Baie-Mahault-1
- canton de Baie-Mahault-2

## Composition
Le canton de Baie-Mahault ne comprenait qu'une commune :
- Baie-Mahault : 30 547 habitants

## Représentation
| Période                                                 | Période                   | Identité            | Étiquette | Qualité                                                                                    |
| ------------------------------------------------------- | ------------------------- | ------------------- | --------- | ------------------------------------------------------------------------------------------ |
| 1949                                                    | 1967                      | Childéric Trinqueur | SFIO      | Maire de Baie-Mahault (1945-1969), ancien conseiller général du canton de Lamentin         |
| 1967                                                    | 1979                      | Pierre Mathieu      | DVG       | Président du conseil régional (1974-1980) Maire de Baie-Mahault (1969-1977)                |
| 1979                                                    | 1994 (démission d'office) | Édouard Chammougon  | DVD       | Directeur d'école Député (1986-1988 et 1993-1994) Maire de Baie-Mahault (1977-1995)        |
| 1994                                                    | 2004                      | Marcelle Chammougon | DVD       | Professeure de collège Conseillère régionale (1998-2004) Maire de Baie-Mahault (1995-2001) |
| 2004                                                    | 2012 (démission)          | Ary Chalus          | GUSR      | Agent EDF Député (2012-2017) Maire de Baie-Mahault depuis 2001                             |
| 19 octobre 2012                                         | 2015                      | Juliana Dan         | DVG       | Infirmière 7e adjointe au maire de Baie-Mahault                                            |
| Les données antérieures ne sont pas encore mentionnées. |                           |                     |           |                                                                                            |